# Sbarramento di Jinnah
Lo sbarramento di Jinnah è uno sbarramento sul fiume Indo nei pressi di Kalabagh, in Pakistan. Fa parte del Progetto Thal che consente di irrigare 770.000 ettari nel Sindh Sagar Doab a est dell'Indo. I primi piani del progetto della sua costruzione risalgono al XIX secolo, ma il piano finale è del 1919 e la sua costruzione avvenne tra il 1939 e il 1946. Lo sbarramento devia in media 283 m³/s di acqua nel canale del Thal, lungo 51,5 km, che serve i distretti di Bhakkar, Khushab, Layyah, Mianwali e Muzaffargarh attraverso 3362 km di canali minori e distributori. Ha un'altezza massima di 8,5 m ed è lungo 1152 m. Lo sbarramento può scaricare a valle fino a 27.000 m³/s attraverso 42 stramazzi larghi ognuno 18,2 m. Tra il 2006 e il 2012, sulla sponda destra è stata costruita una centrale idroelettrica da 96 MW con quattro generatori a turbina da 12 MW. Nel giugno 2012 ha avuto inizio un'imponente opera di ripristino e miglioramento della struttura, che prevede la costruzione di una briglia 244 m a valle che aiuti a dissipare l'energia dello sfioratore a monte. Il progetto verrà completato, salvo inconvenienti, nel giugno 2016.